# Park Narodowy Erawan
Park Narodowy Erawan – park narodowy położony w zachodniej Tajlandii, w prowincji Kanchanaburi. Został założony w 1975 roku jako 12. park narodowy w Tajlandii. Jest jednym z najczęściej odwiedzanych parków narodowych tego państwa. Zajmuje powierzchnię 550 km². 

## Położenie
Park znajduje się w zachodniej Tajlandii, około 200 km na północny zachód od stolicy kraju, Bangkoku. Ograniczony jest rzekami Khwae Noi od zachodu i Khwae Yai od wschodu. Na zachód od parku położony jest Park Narodowy Sai Yok. Na północ usytuowane jest jezioro Sinakharin. 

## Charakterystyka
Park obejmuje wapienne wzgórza Tenasserim położone na wysokości od 165 do 996 m n.p.m. Przepływa przez niego wiele strumieni mających źródła na wzgórzach. W zachodniej części parku płyną strumienie Mong Lai oraz Omtala, które łączą się ze sobą powyżej wodospadu Erawan. Potok Sadae przepływa przez północną partię parku uchodząc w pobliżu tamy Sinakharindra. Po wschodniej stronie parku strumień Nong Kop dołącza do rzeki Sai Yok, po czym ich wody tworzą wodospad Sai Yok. Wiele małych strumieni przepływa przez południową część parku, w tym potok Khao Phang, który po drodze przepływa przez wodospad o tej samej nazwie.

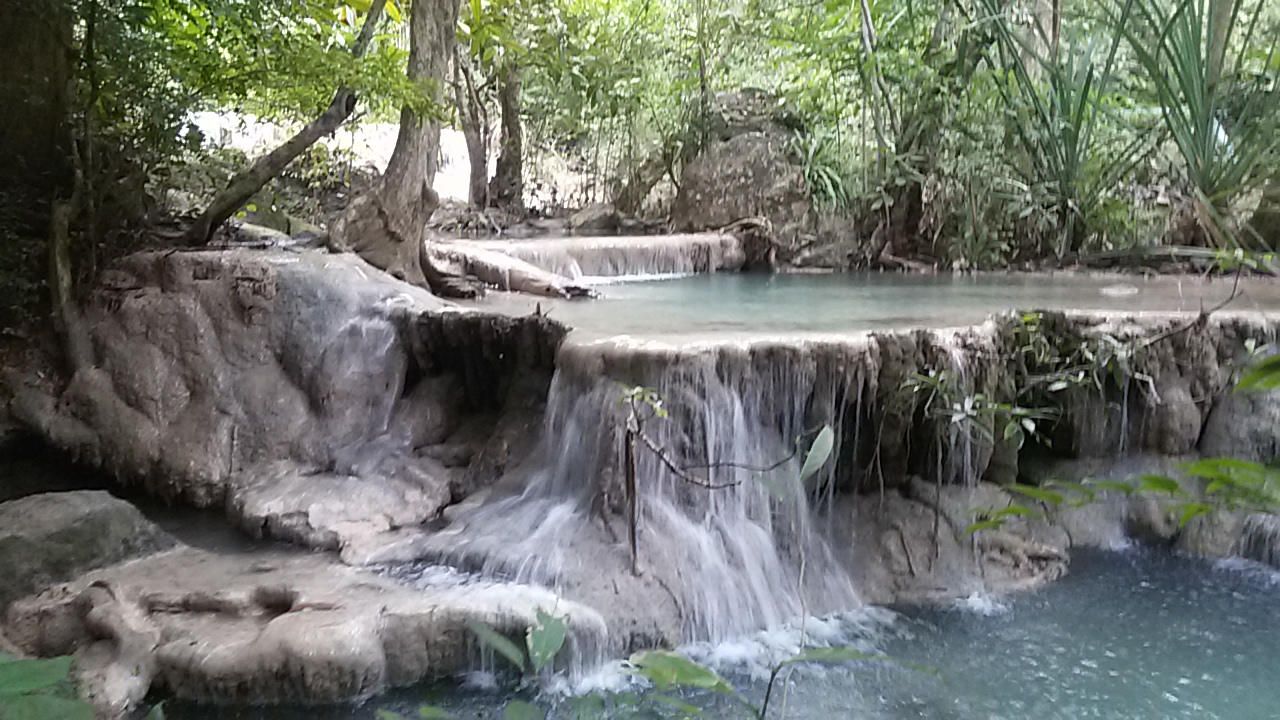
Kaskada wodna otoczona roślinnością
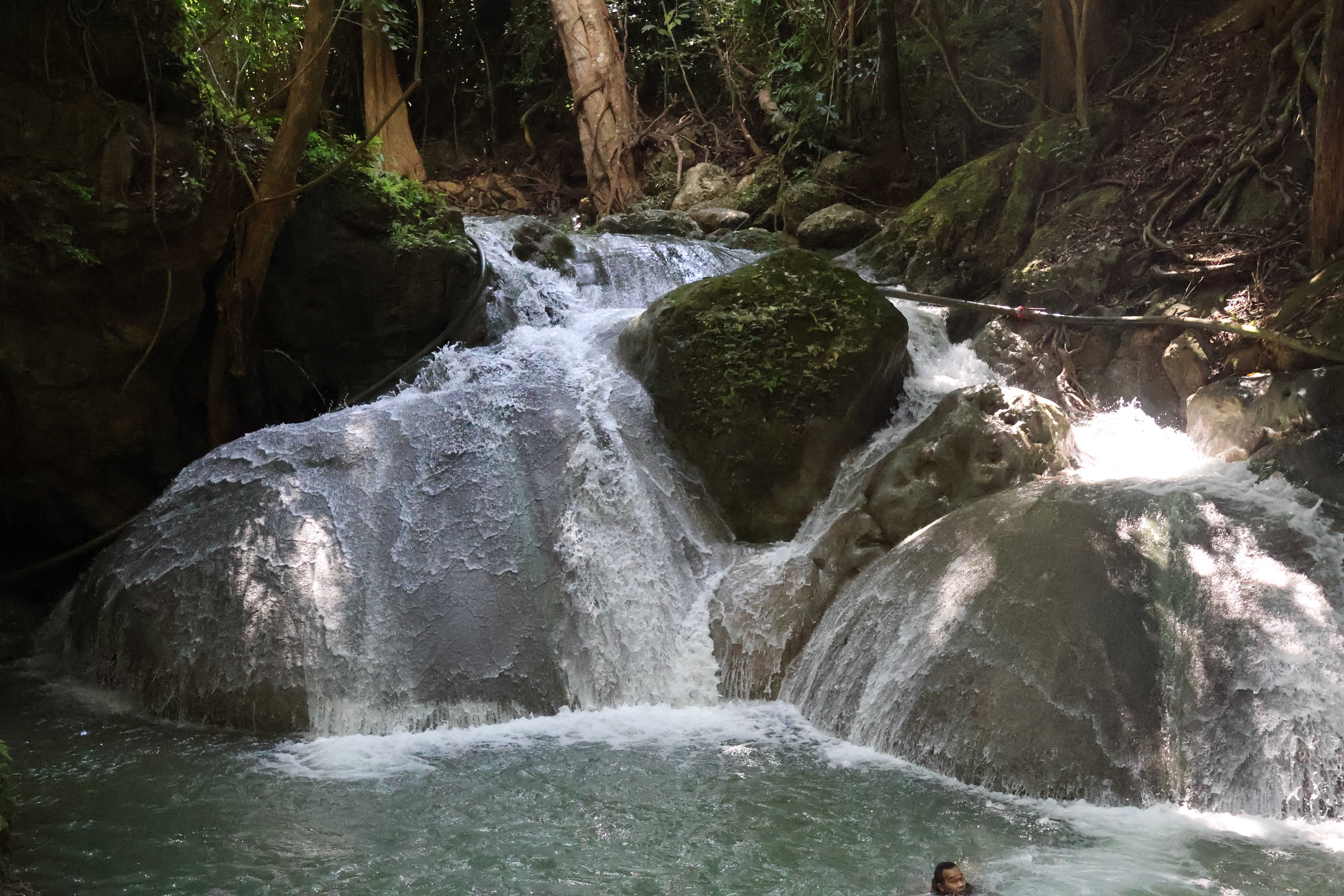
Wodospad Erawan

## Flora
W parku największy areał zajmuje las mieszany zrzucający liście, który porasta 81% parku. Najbardziej rozpowszechnionymi gatunkami drzew są: Afzelia xylocarpa, Hopea odorata, Pterocarpus macrocarpus, Spondias pinnata, Thyrsostachys siamensis, Bambusa bambos oraz przedstawiciele rodzaju Lagerstroemia. Innymi, mniej powszechnymi lasami są: suchy las z przewagą dwuskrzydli (Dipterocarpus) oraz suchy i wiecznie zielony las zdominowany przez takie gatunki jak: Shorea obtusa, Shorea siamensis, Quercus kerrii, Sindora siamensis, Chukrasia tubularis, Polyalthia viridis, Fagraea fragrans oraz kilka gatunków bambusów (Bambusa). 

## Fauna
W parku wyróżniono pięć podstawowych typów siedlisk dla ssaków, gadów, płazów, ptaków i zwierząt słodkowodnych. Typowymi dla parku zwierzętami są: słoń indyjski (Elephas maximus), tygrys (Panthera tigris), serau (Capricornis), mundżak indyjski (Muntiacus muntjak), sambar jednobarwny (Rusa unicolor), dzik (Sus scrofa), gibon białoręki (Hylobates lar), lutung orientalny (Trachypithecus phayrei), zając birmański (Lepus peguensis), kiściec nepalski (Lophura leucomelanos), wieloszpon szary (Polyplectron bicalcaratum), czajka indyjska (Vanellus indicus), wężojad czubaty (Spilornis cheela), kobra królewska (Ophiophagus hannah), niemrawiec pospolity (Bungarus fasciatus) oraz pyton tygrysi (Python molurus).

## Klimat
Góry znajdujące się po zachodniej stronie parku chronią go przed monsunami, w wyniku czego występują tutaj relatywnie małe ilości opadów. Pora deszczowa rozpoczyna się od maja do października, a burze najczęściej nadciągają z kierunków południowo-zachodniego i północno-wschodniego. Zimny sezon trwa od listopada do stycznia, kiedy jest chłodno i przyjemnie. Od lutego do kwietnia temperatury są bardzo wysokie. 

## Turystyka
Park jest otwarty dla turystów przez cały rok.